# Abablemma
Abablemma är ett släkte av fjärilar. Abablemma ingår i familjen nattflyn.
Kladogram enligt Catalogue of Life:
| Abablemma | \| \| Abablemma discipuncta \| \| \| \| \| \| Abablemma ulopus \| \| \| \| |
|           | \| \| Abablemma discipuncta \| \| \| \| \| \| Abablemma ulopus \| \| \| \| |
|           | Abablemma discipuncta                                                      |
|           |                                                                            |
|           | Abablemma ulopus                                                           |
|           |                                                                            |